# Conradina canescens
Conradina canescens är en kransblommig växtart som först beskrevs av John Torrey, Asa Gray och George Bentham, och fick sitt nu gällande namn av Asa Gray. Conradina canescens ingår i släktet Conradina och familjen kransblommiga växter. Inga underarter finns listade i Catalogue of Life.

## Bildgalleri

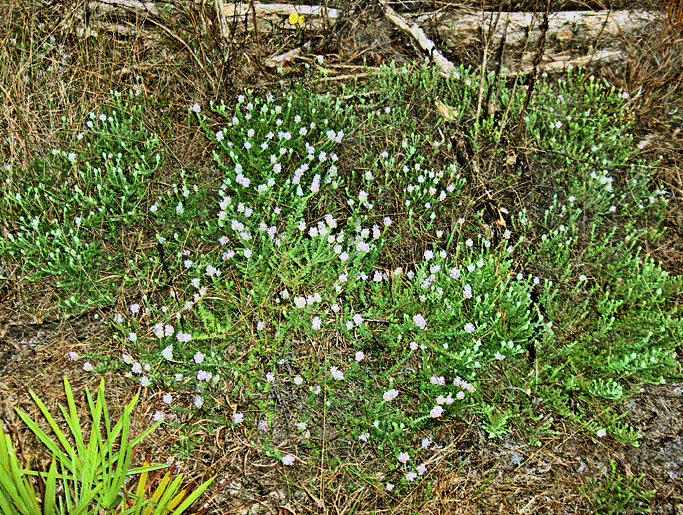